# Кохо (Аљаска)
Кохо (енгл. Cohoe) насељено је место без административног статуса у америчкој савезној држави Аљаска.

## Демографија
По попису из 2010. године број становника је 1.364, што је 196 (16,8%) становника више него 2000. године.
| Група             | 2000.         | 2010.         |
| Белци             | 1.041 (89,1%) | 1.210 (88,7%) |
| Афроамериканци    | 3 (0,3%)      | 5 (0,4%)      |
| Азијати           | 7 (0,6%)      | 6 (0,4%)      |
| Хиспаноамериканци | 20 (1,7%)     | 30 (2,2%)     |
| Укупно            | 1.168         | 1.364         |